# Hoằng Tích
Hoằng Tích (chữ Hán: 弘晳 hoặc 弘晰; 25 tháng 8 năm 1694 - 26 tháng 10 năm 1742), Ái Tân Giác La, là một Tông thất của nhà Thanh trong lịch sử Trung Quốc.

## Cuộc đời
Hoằng Tích được sinh ra vào giờ Thìn, ngày 5 tháng 7 (âm lịch) năm Khang Hi thứ 33 (1694), trong gia tộc Ái Tân Giác La. Ông là con trai thứ hai của Lý Mật Thân vương Dận Nhưng, mẹ ông là Trắc Phúc tấn Lý Giai thị (李佳氏). Theo sử sách thì ông từ nhỏ rất được Khang Hi Đế sủng ái, được đặc cách cho vào cung dưỡng dục. Năm Khang Hi thứ 53 (1714), Sứ thần của Triều Tiên sau khi về nước đã truyền đạt lại ý chỉ của Khang Hi Đế "Hoàng trưởng tôn Hoằng Tích là người hiền đức, (trẫm) bị làm khó trong việc phế lập (Thái tử) Dận Nhưng"; hoặc năm Khang Hi thứ 56 (1717), cũng truyền đạt ý chỉ của Khang Hi "Hoằng Tích thậm hiền, cố bất nhẫn lập tha tử, nhi thượng nhĩ biếm xử Dận Nhưng hĩ."
Năm thứ 61 (1722), Khang Hi Đế băng hà, để lại di chiếu phong ông làm Hòa Thạc Thân vương. Ung Chính Đế đăng cơ, ngày 11 tháng 12 (âm lịch), tức ngày 17 tháng 1 (dương lịch) năm 1723, tuân theo di chiếu mà phong ông làm Đa La Lý Quận vương (多羅理郡王). Lúc này, trong những Hoàng tử của Khang Hi vẫn có người chưa được phong Vương tước. Ngoài ra, Ung Chính Đế còn cho các người con nhỏ tuổi khác của Dận Nhưng, gồm Hoằng Quế, Hoằng Hoàn (弘晥), Hòa Thạc Thục Thận Công chúa và người cháu Vĩnh Kính (永璥) vào cung nuôi nấng. Khi ấy, bản thân ông cũng gọi Ung Chính Đế là "Hoàng phụ" (皇父). Năm Ung Chính nguyên niên (1723), tháng 5, sau khi tham dự Chư Vương Hội nghị, Ung Chính Đế mệnh ông cùng người thân, Vương phủ Tá lãnh đi Trịnh Gia trang (鄭家莊) nghỉ ngơi. Năm thứ 3 (1725), ngày 15 tháng 12 (âm lịch), tức ngày 28 tháng 1 (dương lịch), phụ thân ông qua đời, Ung Chính Đế mệnh ông tận tâm hiếu thuận phụng dưỡng mẹ ruột Lý Giai thị.
Năm thứ 8 (1730), ông được tập tước Lý Thân vương. Năm thứ 9 (1731), tháng 9, Hoàng hậu Ô Lạt Na Lạp thị qua đời. Tháng 10 cùng năm, sơ tế hành lễ của Đại hành Hoàng hậu, Ung Chính Đế mệnh ông tế điện cho Đại hành Hoàng hậu. Năm thứ 13 (1735), Ung Chính Đế băng hà, ông tuân mệnh đi theo Giản Tĩnh Bối lặc Dận Y vào Ung Hòa cung tế điện. Năm Càn Long thứ 4 (1739), ngày 16 tháng 10 (âm lịch), Càn Long Đế chỉ dụ chỉ trích ông "hành tung không hợp, nóng nảy quái đản, với trẫm trước không hề kính cẩn chi ý, nịnh nọt Trang Thân vương, tự cho là Trưởng tử của Phế Thái tử, rắp tâm không thể hỏi...". Sau đó ông bị giam vào Tông Nhân phủ, rồi cách tước Thân vương. Tước vị Lý Quận vương (理郡王) sẽ do em trai thứ 10 là Hoằng Quế kế tục. Cùng năm đó, tháng 12 (âm lịch), Càn Long Đế tức giận hạ chỉ vĩnh viễn giam cầm ông ở Cảnh Sơn, đổi tên ông thành "Tứ thập lục" (四十六). Năm thứ 7 (1742), ông qua đời khi đang bị giam giữ, thọ 49 tuổi. Năm thứ 43 (1778), tháng giêng, Càn Long Đế hạ lệnh khôi phục nguyên danh cho Dận Tự, Dận Đường và ông, được trở về Hoàng thất, nhưng tước vị thì không được phục hồi.

## Gia quyến
- Đích Phúc tấn: Ô Lương Hãn Tế Nhĩ Mặc thị (烏朗罕濟爾默氏), con gái của Hòa Thạc Ngạch phò Ô Lương Hãn Cát Nhĩ Tang (烏梁罕噶爾臧) và Hòa Thạc Đoan Tĩnh Công chúa.
- Thứ thiếp:
  - Triệu thị (兆氏), con gái của Cát Khánh (吉慶).
  - Cường thị (強氏), con gái của Cường Thế Trác (強世卓).
  - Chương thị (章氏), con gái của Đạo viên Chương Vạn Chung (章萬鍾).
  - Viên thị (袁氏), con gái của Viên Tây Bảo (袁西保).
  - Trương thị (張氏), con gái của Trương Hồng (張洪).
  - Vương thị (王氏), con gái của Vương Đình Thành (王廷成).

### Con trai
1. Vĩnh Sâm (永琛; 1712 - 1766), mẹ là Đích Phúc tấn Ô Lương Hãn Tế Nhĩ Mặc thị. Được phong làm Nhị đẳng Thị vệ. Có sáu con trai.
2. Vĩnh Lâm (永琳; 1714 - 1739), mẹ là là Đích Phúc tấn Ô Lương Hãn Tế Nhĩ Mặc thị. Có một con trai.
3. Vĩnh Cửu (永玖; 1714 - 1788), mẹ là Thứ thiếp Triệu thị. Có ba con trai.
4. Vĩnh Tuân (永珣; 1714 - 1756), mẹ là Thứ thiếp Cường thị. Được phong làm Tam đẳng Thị vệ. Có hai con trai.
5. Vĩnh Cẩn (永瑾; 1717 - 1777), mẹ là Thứ thiếp Trương thị. Có ba con trai.
6. Lục tử (1718 - 1719), mẹ là Thứ thiếp Cường thị. Chết yểu.
7. Vĩnh Đĩnh (永珽; 1719 - 1751), mẹ là Thứ thiếp Trương thị. Có bốn con trai.
8. Vĩnh Thiệu (永玿; 1720 - 1762), mẹ là Thứ Thiếp Triệu thị. Có hai con trai.
9. Vĩnh Cư (永琚; 1720 - 1765), mẹ là Thứ thiếp Cường thị. Có hai con trai.
10. Vĩnh Điển (永琠; 1721 - 1772), mẹ là Thứ thiếp Cường thị. Có hai con trai.
11. Thập nhất tử (1723 - 1723), mẹ là Thứ thiếp Trương thị. Chết yểu.
12. Vĩnh Quán (永瓘; 1724 - 1800), mẹ là Thứ thiếp Trương thị. Có một con trai.
13. Vĩnh Bội (永珮; 1726 - 1763), mẹ là Thứ thiếp Trương thị. Có một con trai.
14. Vĩnh Hoài (永淮; 1728 - 1793), mẹ là Thứ thiếp Triệu thị. Làm tới chức Hộ quân Tham lĩnh. Có bốn con trai.
15. Thập ngũ tử (1730 - 1732), mẹ là Thứ thiếp Viên thị. Chết yểu.
16. Thập lục tử (1730 - 1732), mẹ là Thứ thiếp Trương thị. Chết yểu.
17. Vĩnh Tý (永積; 1734 - 1754), mẹ là Thứ thiếp Cường thị. Có hai con trai.
18. Thập bát tử (1739 - 1754), mẹ là Thứ thiếp Trương thị. Chết yểu.

### Con gái
1. Trưởng nữ, được phong làm Huyện quân, mẹ là Cường thị. Tháng 12 năm Ung Chính thứ 6 (1728), kết hôn với Quách Lạc La Tư Công tước Sách Vượng Trát Bặc (策旺扎卜).
2. Thứ nữ, mẹ là Chương thị. Tháng 12 năm Ung Chính thứ 10 (1732), kết hôn với Nại Mạn Đài cát Đôn Đa Bố (敦多布).
3. Tam nữ, mẹ là Chương thị. Năm Càn Long thứ 2 (1737), kết hôn với Khách Lạt Thấm Bối lặc Tăng Cổn Trát Bố (僧袞扎布) sau khi chính thất của Tăng Cổn Trát Bố là Quận chúa, con gái thứ hai của Tuân Quận vương Dận Trinh, qua đời vào năm 1729. Sau khi kết hôn không lâu, cách cách qua đời, ngạch phò tiếp tục đính hôn với con gái thứ 13 của Tuân Quận vương Dận Thì, nhưng chưa kết hôn thì ngạch phò qua đời.
4. Tứ nữ, mẹ là Triệu Giai thị. Tháng 10 năm Càn Long thứ 2 (1737), kết hôn với Nặc Mục của Khách Lạt Thấm.
5. Thập nhị nữ, được phong làm Quận quân, mẹ là Cường thị. Tháng 12 năm Càn Long thứ 20 (1755), kết hôn với Ngạch Lỗ Đặc Xước La Tư Thân vương Đạo Tề.
6. Thập lục nữ, mẹ là Chương thị. Tháng 1 năm Càn Long thứ 12 (1747), kết hôn với Ngao Hán Cố sơn Ngạch phò Thùy Tể Trát Nhĩ sau khi chính thất của Thùy Tể Trát Nhĩ là Huyện quân, con gái của Thuần Quận vương Hoằng Cảnh qua đời.